# ميلفورد (بنسلفانيا)
ميلفورد (بالإنجليزية: Milford borough, Pennsylvania)‏ هي منطقة سكنية تقع بولاية بنسيلفانيا في الولايات المتحدة. تبلغ مساحتها 1.27 كم2، وترتفع عن سطح البحر 152.0952 م، بلغ عدد سكانها 1,021 نسمة في عام 2010 حسب إحصاء مكتب تعداد الولايات المتحدة وتصل الكثافة السكانية فيها 803.9 نسمة لكل كيلومتر مربع (2,082.1/ميل2).

## التركيبة السكانية
حدّد مكتب تعداد الولايات المتحدة بيانات التركيبة السكانية لميلفورد في تعداد الولايات المتحدة. في ما يلي، التركيبة السكانية حسب تعدادي 2000 و2010.

### تعداد عام 2000
بلغ عدد سكان ميلفورد 1,104 نسمة بحسب تعداد عام 2000، وبلغ عدد الأسر 522 أسرة وعدد العائلات 282 عائلة مقيمة في المنطقة السكنية. في حين سجلت الكثافة السكانية 869.3 نسمة لكل كيلومتر مربع (2,251.5/ميل2). وبلغ عدد الوحدات السكنية 560 وحدة بمتوسط كثافة قدره 440.9 لكل كيلومتر مربع (1,141.9/ميل2).
وتوزع التركيب العرقي للمنطقة السكنية بنسبة 96.20% من البيض و1.36% من الأمريكيين الأفارقة و0.45% من الأمريكيين الأصليين و0.54% من الأمريكيين ذوي الأصول الآسيوية و0.54% من الأعراق الأخرى و0.91% من عرقين مختلطين أو أكثر و1.45% من الهسبانيون أو اللاتينيون من أي عرق.
بلغ عدد الأسر 522 أسرة كانت نسبة 23.4% منها لديها أطفال تحت سن الثامنة عشر تعيش معهم، وبلغت نسبة الأزواج القاطنين مع بعضهم البعض 41% من أصل المجموع الكلي للأسر، ونسبة 10.2% من الأسر كان لديها معيلات من الإناث دون وجود شريك، بينما كانت نسبة 2.9% من الأسر لديها معيلون من الذكور دون وجود شريكة وكانت نسبة 46% من غير العائلات. تألفت نسبة 40.6% من أصل جميع الأسر من عدة أفراد يعيشون في نفس المنزل ونسبة 14% كانت تتألف من شخص يعيش بمفرده يبلغ من العمر 65 عاماً أو أكثر. وبلغ متوسط حجم الأسرة المعيشية 2.11، أما متوسط حجم العائلات فبلغ 2.87.
بلغ العمر الوسطي للسكان 42.3 عاماً. وكانت نسبة 20.7% من القاطنين تحت سن الثامنة عشر، وكانت نسبة 6.4% بين الثامنة عشر والرابعة والعشرين عاماً، ونسبة 26.9% كانت واقعةً في الفئة العمرية ما بين الخامسة والعشرين والرابعة والأربعين عاماً، ونسبة 25.5% كانت ما بين الخامسة والأربعين والرابعة والستين، ونسبة 20.5% كانت ضمن فئة الخامسة والستين عاماً فما فوق. يوجد لكل 100 أنثى 90.3 ذكر، ويوجد لكل 100 أنثى في الثامنة عشر من عمرها فما فوق 88.4 ذكر.
بلغ متوسط دخل الأسرة في المنطقة السكنية 33,571 دولارًا، أما متوسط دخل العائلة فبلغ 46,136 دولارًا. وكان متوسط دخل الذكور 40,500 دولارًا مقابل 28,333 دولارًا للإناث. وسجل دخل الفرد الخاص بالمنطقة السكنية 21,011 دولارًا. وكانت نسبة 4% من العائلات ونسبة 9.1% من السكان تحت خط الفقر، وكان من هؤلاء نسبة 8.1% تحت سن الثامنة عشر ونسبة 5.6% في الخامسة والستين من العمر وما فوق.

### تعداد عام 2010
بلغ عدد سكان ميلفورد 1,021 نسمة بحسب تعداد عام 2010، وبلغ عدد الأسر 491 أسرة وعدد العائلات 236 عائلة مقيمة في المنطقة السكنية. في حين سجلت الكثافة السكانية 803.9 نسمة لكل كيلومتر مربع (2,082.1/ميل2). وبلغ عدد الوحدات السكنية 580 وحدة بمتوسط كثافة قدره 456.7 لكل كيلومتر مربع (1,182.8/ميل2).
وتوزع التركيب العرقي للمنطقة السكنية بنسبة 95.20% من البيض و0.59% من الأمريكيين الأفارقة و0.49% من الأمريكيين الأصليين و0.49% من الأمريكيين ذوي الأصول الآسيوية و1.37% من الأعراق الأخرى و1.86% من عرقين مختلطين أو أكثر و5.48% من الهسبانيون أو اللاتينيون من أي عرق.
بلغ عدد الأسر 491 أسرة كانت نسبة 21% منها لديها أطفال تحت سن الثامنة عشر تعيش معهم، وبلغت نسبة الأزواج القاطنين مع بعضهم البعض 35.4% من أصل المجموع الكلي للأسر، ونسبة 10.2% من الأسر كان لديها معيلات من الإناث دون وجود شريك، بينما كانت نسبة 2.4% من الأسر لديها معيلون من الذكور دون وجود شريكة وكانت نسبة 51.9% من غير العائلات. تألفت نسبة 42.4% من أصل جميع الأسر من عدة أفراد يعيشون في نفس المنزل ونسبة 21.4% كانت تتألف من شخص يعيش بمفرده يبلغ من العمر 65 عاماً أو أكثر. وبلغ متوسط حجم الأسرة المعيشية 2.01، أما متوسط حجم العائلات فبلغ 2.79.
بلغ العمر الوسطي للسكان 48.3 عاماً. وكانت نسبة 16.3% من القاطنين تحت سن الثامنة عشر، وكانت نسبة 7% بين الثامنة عشر والرابعة والعشرين عاماً، ونسبة 20.5% كانت واقعةً في الفئة العمرية ما بين الخامسة والعشرين والرابعة والأربعين عاماً، ونسبة 32.5% كانت ما بين الخامسة والأربعين والرابعة والستين، ونسبة 23.8% كانت ضمن فئة الخامسة والستين عاماً فما فوق. وتوزع التركيب الجنسي للسكان بنسبة 46.6% ذكور و53.4% إناث.

## وصلات خارجية
- الموقع الرسمي